# Stazione di Bubaigawara
La stazione di Bubaigawara (分倍河原駅?, Bubaigawara-eki) è una stazione ferroviaria di Fuchū, città conurbata con Tokyo, e serve la linea Keiō della Keiō Corporation e la linea Nambu della JR East.

## Linee
Keiō Corporation
● Linea Keiō
 JR East
■ Linea Nambu

## Struttura

### Stazione Keiō
La stazione dispone di due marciapiedi laterali con due binari passanti su terrapieno.
| 1 | ● Linea Keiō | per Takahata-Fudō, Keiō-Hachiōji, Tama-Dōbutsukōen e Takaosanguchi                     |
| 2 | ● Linea Keiō | per Chōfu, Meidaimae, Sasazuka, Shinjuku e linea Shinjuku della metropolitana di Tokyo |

### Stazione JR East
La stazione dispone di due marciapiedi laterali con due binari passanti in superficie.
| 1 | ■ Linea Nambu | per Fuchū-Hommachi, Noborito e Kawasaki |
| 2 | ■ Linea Nambu | per Yaho e Tachikawa                    |

## Stazioni adiacenti
| «              | Servizio                                         | »                   |
| Linea Keiō     | Linea Keiō                                       | Linea Keiō          |
| -------------- | ------------------------------------------------ | ------------------- |
| Fuchū          | Locale Rapido Espresso sezionale                 | Nakagawara          |
| Fuchū          | Espresso Espresso Speciale Semiespresso speciale | Seiseki-Sakuragaoka |
| Linea Nambu    |                                                  |                     |
| Fuchū-Hommachi | Locale Rapido                                    | Nishifu             |